# Lam Kinh

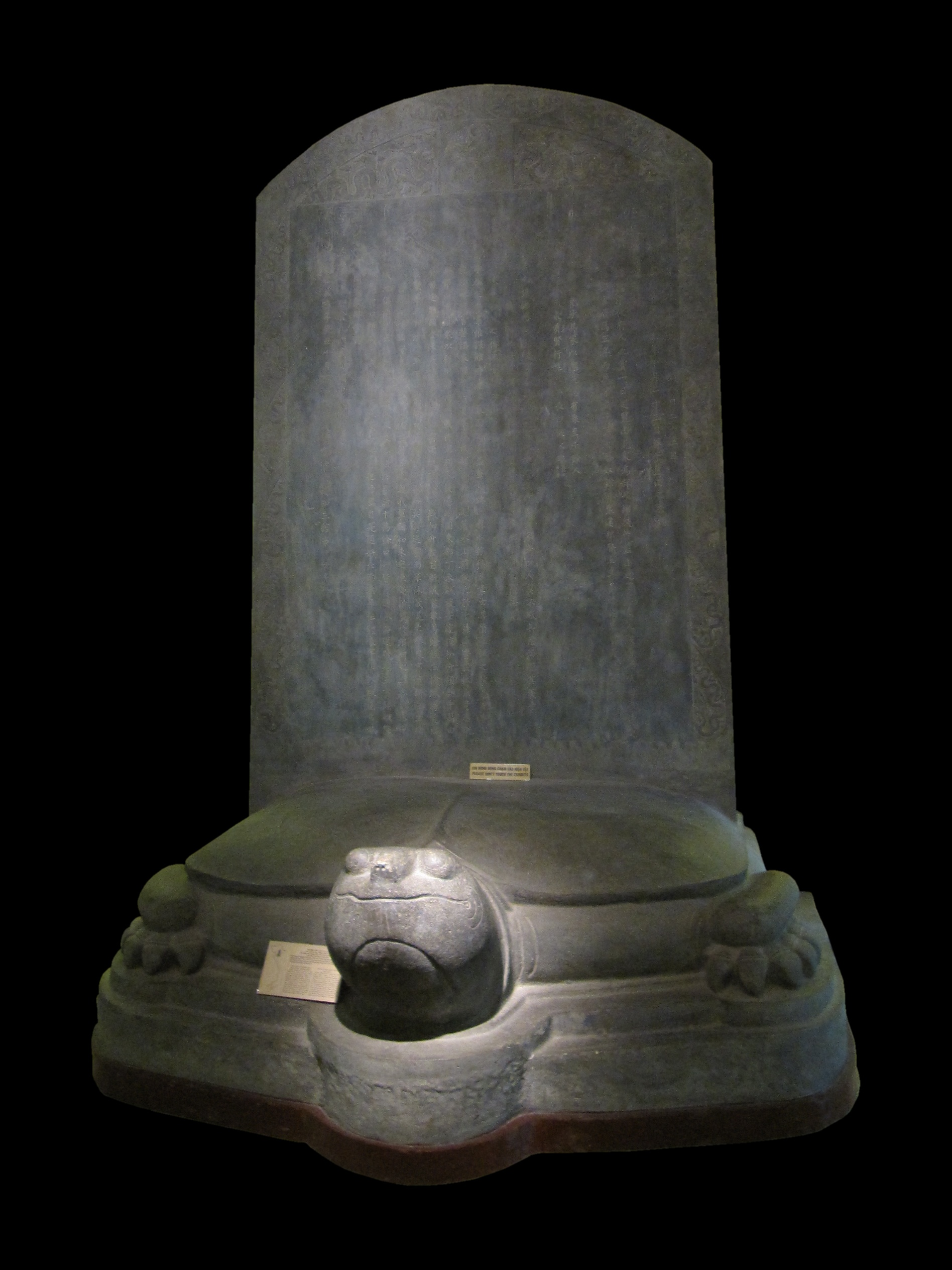
Phiên bản bia Vĩnh phúc ở Lam Kinh, Thanh Hóa, dựng lại ở Bảo tàng Lịch sử Việt Nam, Hà Nội

Khu di tích lịch sử Lam Kinh cách thành phố Thanh Hóa 50 km về phía Tây Bắc, nằm trên địa bàn thị trấn Lam Sơn, huyện Thọ Xuân, tỉnh Thanh Hóa. Đây là một di tích lịch sử quốc gia cấp từ năm 1962. Năm 2012, khu di tích này được công nhận là di tích quốc gia đặc biệt.
Nhân vật tạo lập Lam Kinh là Lê Thái Tổ. Sau 10 năm lãnh đạo cuộc khởi nghĩa Lam Sơn (1418 - 1428) đánh đuổi giặc nhà Minh và lên ngôi hoàng đế đóng đô ở Đông Kinh (Thăng Long), vua Thái Tổ lấy niên hiệu là Thuận Thiên. Đồng thời nhà vua cho xây dựng ở quê hương đất tổ Lam Sơn một kinh thành gọi là Lam Kinh hay còn gọi là Tây Kinh.
Thành điện Lam Kinh phía bắc dựa vào núi Dầu, mặt Nam nhìn ra sông Chu - có núi Chúa làm tiền án, bên tả là rừng Phú Lâm, bên hữu là núi Hương và núi Hàm Rồng chắn phía tây. Khu Hoàng thành, cung điện và Thái miếu ở Lam Kinh được bố trí xây dựng theo trục Nam - Bắc trên một khoảng đồi gò có hình dáng chữ Vương (王). Bốn mặt xây thành có chiều dài 314m, bề ngang 254m, tường thành phía Bắc hình cánh cung có bán kính 164m, thành dày 1m. Qua khảo cổ và dấu tích còn lại cho thấy xưa kia ở đây đã từng tồn tại Ngọ môn, sân rồng, chính điện, khu Thái miếu... nguy nga tráng lệ.
Khu di tích lịch sử Lam Kinh rộng khoảng 30 ha, gồm những lăng phần, đền miếu và một hành cung của các vua nhà Hậu Lê mỗi lần về bái yết tổ tiên.

## Vị trí địa lí

Rồng đá ở Lam Kinh

Kiến trúc Lam Kinh

Thành điện Lam Kinh phía Bắc dựa vào núi Dầu, phía Nam nhìn ra sông Chu, xa là núi Chúa, bên trái là rừng Phú Lâm, bên phải là núi Hương. Mặt trước ngoài hoàng thành khoảng 100m còn lại dấu vết của cổng vào rộng trên 6m, hai bên có xây 2 bức tường thành hình cánh cung kéo dài đến sát bờ sông Ngọc, móng tường thành còn lại dày 1,08m, qua cổng thành khoảng 10m đến một con sông đào có tên là sông Ngọc. Sông này bắt nguồn từ Tây Hồ, chạy vòng qua trước thành và điện Lam Kinh. Theo sách Hoàng việt dư địa chí xưa kia, nước sông trong veo, đáy sông có nhiều sỏi tròn to nhỏ, trông rất đẹp. Trên sông có bắc một cây cầu tên là Tiên Loan Kiều hình cánh cung, còn có tên gọi là Cầu Bạch, trên cầu có nhà, thành dáng "Thượng gia hạ kiều". Qua cầu khoảng 50m thì đến một giếng cổ. Trước kia dưới giếng còn thả sen để giữ cho nước mát trong những ngày hè nóng nực. Bờ giếng phía Bắc có lát bậc đá lên xuống, gọi là bến nước.
Trước Ngọ môn có hai con nghê bằng đá đứng canh. Nền Ngọ môn rộng 11m dài 14,1m, có 3 cửa ra vào. Cửa giữa rộng 3,6m, cửa hai bên rộng 2,74m và được bố trí ở hàng cột chính giữa. Đặc điểm của bốn cột giữa là rất lớn, đường kính chân tảng đo được 78 cm. Ngọ môn 3 gian, bước gian giữa rộng 4,60m, bước gian bên rộng 3,50m.
Căn cứ vào chiều rộng của nền Ngọ môn và xét về tỷ lệ quy mô các công trình kiến trúc toàn khu cung điện, các nhà nghiên cứu về kiến trúc cổ đã đoán định, Ngọ môn thành điện Lam Kinh là một công trình kiến trúc khá quy mô.
Qua Ngọ môn vào đến sân rồng (còn có tên gọi là sân chầu). Sân trải rộng khắp bề ngang chính điện và đến sát thềm hai nhà tả vu và hữu vu với tổng diện tích 3.539,2m² (rộng 58,5m dài 60,5m).
Qua sân rồng đến khu chính điện, gồm 3 toà điện lớn xây trên nền đất rộng, cao 1,8m so với sân rồng, bề ngang 38m, chiều sâu 46m. Mặt bằng của điện bố trí hình chữ Công (工).
Từ sân rồng lên chính điện là thềm rộng lớn, rộng 5m có 9 bậc với 3 lối lên, có chiều rộng không bằng nhau, lối giữa rộng 1,8m, lối bên rộng 1,21m. Hai bên lối giữa trang trí hình rồng tạc tròn, thân uốn khúc, trên thân khắc hoa văn hình ngọn lửa trên sóng xoắn, trên đầu thể hiện một bờm, mép rồng trang trí hình râu xoắn, dưới cằm có râu dài xoắn hình vặn thừng, tay rồng giống bàn tay người nắm gọn râu phần dưới đặt trên một viên ngọc. Gọi là long hí châu (rồng giỡn ngọc trai).

## Vĩnh Lăng, lăng vua Lê Thái Tổ

Khu lăng mộ vua Lê Thái Tổ tại Di tích Lam Kinh, Thanh Hóa.

Lăng vua Lê Thái Tổ, Di tích Lam Kinh, Thanh Hóa.

### Tổng quan
Lăng Lê Thái Tổ được xây dựng trên một dải đất bằng phẳng cách điện Lam Kinh 50 m. Vĩnh Lăng được chọn đặt một thế rất đẹp, phía trước có minh đường rộng rãi và tiền án là núi Chúa, phía sau có gối tựa là núi Dầu, hai bên tả, hữu có hai dãy núi tạo thế "hổ phục rồng chầu". Đối diện lại có sông làm "bạch hổ".
Bố cục và phong cách mai táng của Vĩnh lăng đơn giản nhưng tôn nghiêm, tự nhiên và trang nhã. Lăng đắp đất hình lập phương, xung quanh xây chèn bằng đá đục ở bên ngoài, có kích thước 4,4 x 1 m. Trước Lăng có hai hàng tượng quan hầu và tượng các con giống tạc bằng đá dựng ở đây để trấn trạch (bốn đôi con giống đối nhau theo thứ tự hai nghê, hai ngựa, hai tê giác, hai hổ). Giữa hai hàng tượng chầu vào là một lối đi rộng 2m25 gọi là đường "thần đạo". 
Nhìn toàn cảnh lăng Lê Thái Tổ (Vĩnh Lăng) thật giản dị, gần gũi song rất tôn nghiêm và trang trọng.

### Bia Vĩnh Lăng
Bia Vĩnh Lăng được dựng cách lăng 300m đường chim bay ở tây nam thành điện Lam Kinh. Bia làm bằng đá trầm tích biển nguyên khối cao 2,97m; rộng1,94m; dày 0,27m; đặt trên lưng một con rùa lớn cũng được tạc từ đá trầm tích biển nguyên khối có chiều dài 3,46m; rộng 1,9m; cao 0,94m kể cả đế.
Nhà bia được dựng lại năm 1961 nền nhà có hình gần vuông mỗi cạnh là 8,8m và nhà có 4 mái cong lợp ngói mũi hài, dưới được đỡ bằng 16 cột, mỗi góc 4 cột theo kiểu nhà Lê. Nghệ thuật trang trí tinh xảo, phong cách trang trí trên bia phù hợp với nội dung văn bia do Nguyễn Trãi soạn. Văn bia ngắn gọn, cô đọng phản ánh đầy đủ thân thế, sự nghiệp công lao của vua Lê Thái Tổ.

## Các lăng mộ khác
Lăng các Vua và Hoàng hậu khác trong khu sơn lăng của Triều Lê Sơ ở Lam Kinh gồm:
- Hựu Lăng: Lăng vua Lê Thái Tông
- Khôn Nguyên Lăng: Lăng Hoàng Thái Hậu Ngô Thị Ngọc Dao (mẹ vua Lê Thánh Tông). Lăng này có điểm đặc biệt là tượng quan hầu là nữ quan.
- Chiêu Lăng: Lăng vua Lê Thánh Tông.
- Dụ Lăng: Lăng vua Lê Hiến Tông.
- Kính Lăng: Lăng vua Lê Túc Tông.

## Đền thờ Lê Lợi
Khu đền thờ vua Lê Lợi thuộc địa bàn xã Xuân Lam (nay là thị trấn Lam Sơn), huyện Thọ Xuân, cách khu di tích Lam Kinh 150m về phía Nam. Đền do một số nhà hảo tâm đứng ra quyên góp vào những năm đầu của thế kỷ 20 để làm nơi thờ vua Lê Thái Tổ (Trong khi khu di tích Lam Kinh bị tàn phá chưa được trùng tu). Hiện khu đền thờ này đã được sáp nhập vào quản lý cùng với khu di tích Lam Kinh.